# Carl Ottosen (skådespelare)
Carl Ernst Ottosen, född 18 juli 1918 i Asminderød, död 8 januari 1972 i Holtensminde, var en dansk skådespelare och filmregissör.

## Filmografi i urval
- 1947 – Vi rackarungar (roll)
- 1959 – Vi är tokiga allihop (roll)
- 1960 – Förälskad i Köpenhamn (roll)
- 1964 – Bocken oroar stan (roll)
- 1965 – Ballerina (roll)
- 1965 – En historia till fredag (TV-serie) (roll)
- 1965 – Jag – en kvinna (roll)
- 1966 – En så'n härlig natt (roll)
- 1966 – Huka dej, Fred – dom laddar om! (roll)
- 1966 – Svält (roll)
- 1967 – Jag en markis - med uppdrag att älska (roll)
- 1967 – Onkel Joakims hemmelighed (regi)
- 1968 – Jag – en kvinna 2 (roll)
- 1968 – Panik i lumpen (regi)
- 1968 – Panik hos doktorn (regi)
- 1969 – Den ståndaktige soldaten (roll)
- 1969 – Kalabalik hos polisen (regi)
- 1970 – Bocken i vilda västern (manus, regi)
- 1971 – Bocken som sheriff (manus, roll)
- 1971 – Det tänder på sängkanten (roll)